# Smoky River

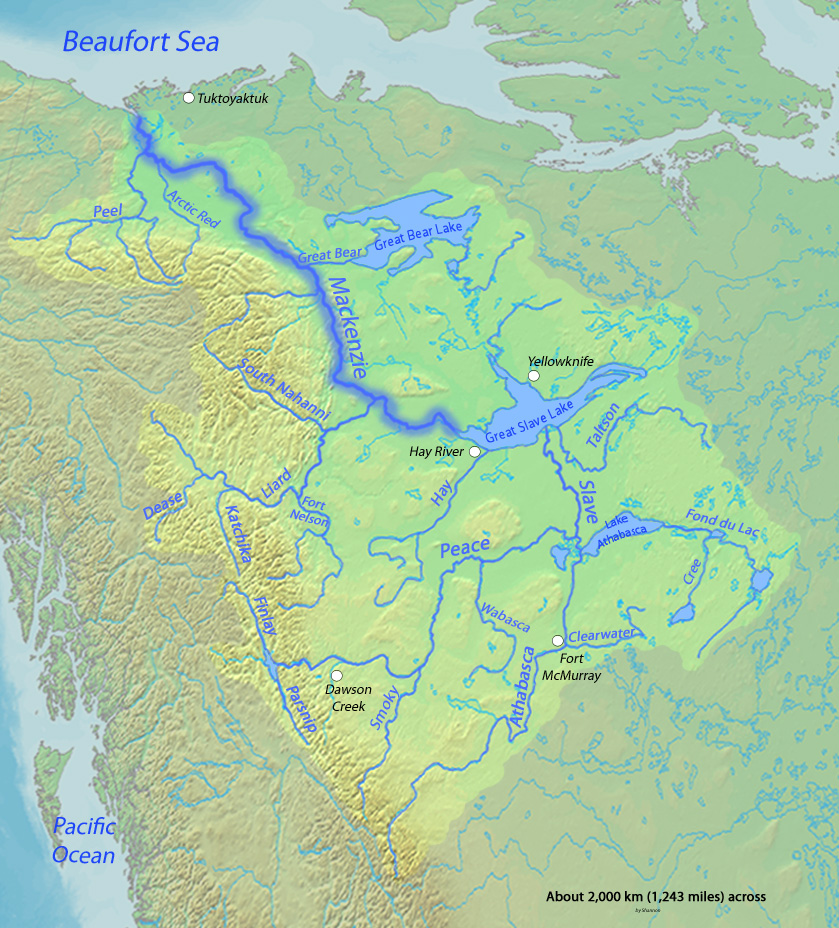
Karta över Mackenzieflodens avrinningsområde. Smoky River återfinns sydost om Dawson Creek.

Smoky River ("Rökfloden") är en 492 kilometer lång flod i västra Alberta. Den rinner i sydostlig riktning från Klippiga Bergens förfjäll.  Floden är en av Peace Rivers största bifloder. Creeindanerna gav den sitt namn efter de rykande kollager som fanns i älvniporna.